# Ceuthomantis duellmani
Ceuthomantis duellmani é uma espécie de anfíbio anuro da família Ceuthomantidae. Está presente na Venezuela. A UICN classificou-a como pouco preocupante.